# Father Figure
Father Figure ist ein Lied von George Michael aus dem Jahr 1987, das von ihm geschrieben und produziert wurde. Es war die dritte Singleveröffentlichung aus dem Album Faith.

## Veröffentlichung
Bevor das Debüt-Soloalbum Faith Ende Oktober 1987 veröffentlicht wurde, waren mit I Want Your Sex und dem Titelsong bereits zwei Songs veröffentlicht worden. Als Father Figure Ende Dezember 1987 als dritte Singleauskopplung erschien, hatte sich das Album bereits mehrere Millionen Mal verkauft. Entsprechend war es das erste Lied von George Michael, das es in den Verkaufscharts von England, aber auch in den deutschsprachigen Ländern, nicht in die Top 10 schaffte. In den USA, wo auch Airplay in die Billboard Hot 100 miteinfließt, war es jedoch der dritte Nummer-eins-Hit des Sängers. Außerdem war es in den USA die zweite von vier Nummer-eins-Singles aus dem Album Faith (vergleiche die Diskografie von George Michael).
Ursprünglich war der Popballade noch ein Dance-Beat hinterlegt gewesen, bei der Abmischung des Songs entschied sich George Michael jedoch dagegen.

## Musikvideo
Zu Beginn des Musikvideos verlässt ein Model ein Hotel und steigt in ein Taxi. Während der Taxifahrt erfolgen Einblendungen von Photoshoots und Laufstegauftritten des Models, bei denen im Bühnenhintergrund der Taxifahrer zu sehen ist, unterbrochen von Liebesszenen zwischen den beiden. Auch ein Streit und ein abgebrochenes Telefongespräch sind zu sehen. Am Ende sieht man sie bei einem Auftritt, es wird auf den Taxifahrer geblendet, der ein Zuschauer ist, und es endet mit einem Zeitschriftenfoto des Models, das sich der Fahrer ausgeschnitten hatte.
Der Taxifahrer wird von George Michael selbst gespielt, das Model ist die 21-jährige Tania Harcourt-Cooze (damals noch Tania Coleridge), die in den 1980ern unter anderem für Helmut Newton gearbeitet hatte. Richtig bekannt wurde sie aber vor allem mit dem Musikvideo. George Michael arbeitete beim Dreh, wie schon zu Wham-Zeiten, mit dem in der Popszene sehr bekannten Videoregisseur Andy Morahan zusammen. Bei den MTV Video Music Awards 1988 wurden sie gemeinsam für die beste Videoregie ausgezeichnet. Dazu kamen noch zwei weitere Nominierungen.
Zum ursprünglichen Video gehört auch eine Streitszene, in der sie von ihm geschlagen wird. Dies wollten die englischen Sender aber nicht zeigen und verbannten es ins Nachtprogramm. Für das Tagesprogramm wurde eine Version erstellt, in der die Szene herausgeschnitten war. Zu der Zeit wurde Michael noch als Frauenschwarm verkauft und so wurde nach der Videoveröffentlichung in den Medien eine Affäre zwischen ihm und Tania Coleridge konstruiert. Seine Homosexualität wurde erst Jahre später öffentlich.

## Kommerzieller Erfolg

### Chartplatzierungen
| ChartsChartplatzierungen       | Höchstplatzierung | Wochen |
| ------------------------------ | ----------------- | ------ |
| Deutschland (GfK)              | 18 (14 Wo.)       | 14     |
| Österreich (Ö3)                | 17 (12 Wo.)       | 12     |
| Schweiz (IFPI)                 | 13 (7 Wo.)        | 7      |
| Vereinigte Staaten (Billboard) | 1 (17 Wo.)        | 17     |
| Vereinigtes Königreich (OCC)   | 11 (9 Wo.)        | 9      |

| ChartsJahrescharts (1988)      | Platzierung |
| ------------------------------ | ----------- |
| Vereinigte Staaten (Billboard) | 27          |

### Auszeichnungen für Musikverkäufe
| Land/Region                  | Auszeichnungen für Musikverkäufe (Land/Region, Auszeichnung, Verkäufe) | Verkäufe |
| ---------------------------- | ---------------------------------------------------------------------- | -------- |
| Australien (ARIA)            | Gold                                                                   | 35.000   |
| Vereinigtes Königreich (BPI) | Gold                                                                   | 400.000  |
| Insgesamt                    | 2× Gold ·                                                              | 435.000  |

Hauptartikel: George Michael/Auszeichnungen für Musikverkäufe

## Coverversionen
Folgende Interpreten haben eine eigene Aufnahme von Father Figure veröffentlicht:
- 1998: LL Cool J (Father)
- 2002: Kate Schutt
- 2005: Tori Amos
- 2006: Vijay Iyer
- 2006: Ace Young
- 2011: The Brown Derbies
- 2014: Anthony Callea
- 2015: Glee Cast (Staffel 6, Folge 5)
- 2016: Noah Guthrie

Für ihren Top-10-Hit Looking Through Patient Eyes aus dem Jahr 1993 verwendeten P. M. Dawn ein Sample von Father Figure.